# Heroi Celta de Bohèmia
L'Heroi Celta de Bohèmia o Cap de Mšecké Žehrovice és un cap masculí esculpit del c. 150-50 abans de la nostra era trobat a Viereckschanze, a Mšecké Žehrovice, a uns 65 km al nord-oest de Praga, República Txeca. És una de les obres més conegudes de l'art celta de l'edat del ferro d'Europa i, juntament amb el Príncep de Glauberg i el Guerrer de Hirschlanden, una de les poques representacions grans d'una figura humana d'aquesta civilització. Després de ser descoberta al 1943, l'escultura esdevingué la més reproduïda del període de La Tène (c. 450-50 ae). L'escultura es conserva en el Museu Nacional de Praga (111938).
Amb el seu bigot icònic, ulls protuberants, l'imprescindible torca i tocat únic, el cap tallat en marga esdevingué el prototipus de "bàrbar" a l'Europa del segle xx.

## Descripció

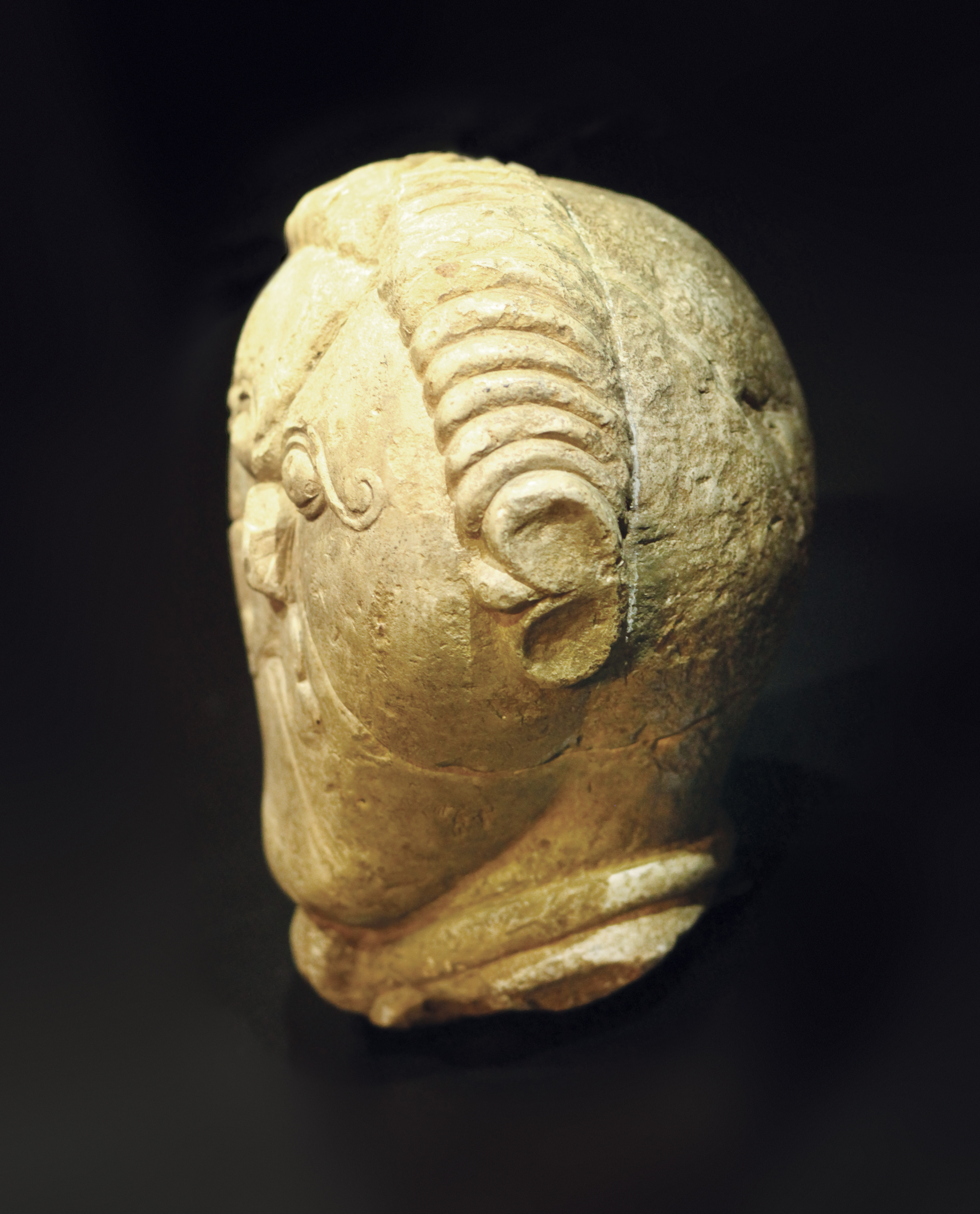
Vista de costat, mostrant la part posterior rapada del cap

El cap de pedra, esculpit en calcària cretàcica local, té una alçada màxima de 23,4 cm i una amplària de 17,4 cm. L'escultura estava trencada en almenys cinc trossos en algun moment de l'antiguitat. Quatre se n'han trobat en prou bon estat. El fragment desaparegut, o possiblement fragments, part del costat dret del cap incloent-hi la part superior de l'orella, no s'ha trobat pas encara. Les característiques facials fortament estilitzades es projecten en una superfície quasi plana envoltada per un pentinat en trena. La part posterior del cap està rapada en una espècie de tonsura. Destaquen els ulls ovalats i inflats, contornejats per una cella curvilínia que combina amb un semblant bigot també curvilini. La boca és una mera línia descendent. Les orelles es representen com a brots de lotus, una representació estilitzada típica de l'art de La Tène. El coll duu una torca, el collaret tradicional celta. Una torca semblant es troba en l'escultura del segle ii ae, Gàlata moribund del Museu de Pèrgam.

## De fons
La imatgeria visual del període La Tène es caracteritza per l'abundància del símbol antropomòrfic del cap, propi de l'Europa Central i Occidental celtes. Aquestes imatges s'entrellaçaven en ornaments, mànecs, joies i relleus tallats sobretot en metall. L'escultura exempta antropomòrfica era molt estranya llavors i pocs exemples en sobreviuen. L'Heroi Celta es trobà en una excavació del 1943 d'un oppidum de Mšecké Žehrovice a la Bohèmia Central, República Txeca. L'estàtua era enterrada en una fossa a la cantonada sud-oest d'un recinte quadrat dins de l'oppidum. Altres objectes de dins la fossa són ossos cremats d'animals, trossos de ceràmica datats de la fi del període La Tène LT C2-D1 (aprox. 150-50 ae), peces de saprolita i un tros d'un filferro. La datació de la fossa la donaren els trossos de ceràmica que acompanyaven l'enterrament de l'estàtua.